# Округ Лексингтон (Јужна Каролина)
Округ Лексингтон (енгл. Lexington County) је округ у америчкој савезној држави Јужна Каролина. По попису из 2010. године број становника је 262.391.

## Демографија
Према попису становништва из 2010. у округу је живело 262.391 становника, што је 46.377 (21,5%) становника више него 2000. године.
| Група             | 2000.           | 2010.           |
| Белци             | 179.731 (83,2%) | 201.946 (77,0%) |
| Афроамериканци    | 27.274 (12,6%)  | 37.522 (14,3%)  |
| Азијати           | 2.259 (1,0%)    | 3.729 (1,4%)    |
| Хиспаноамериканци | 4.146 (1,9%)    | 14.529 (5,5%)   |
| Укупно            | 216.014         | 262.391         |